# Магдалена Почеха
Магдалена Почеха – польська актриса театру і телебачення.
В Україні відома роллю Катерини Лученко, в комедійно-драматичному серіалі Наші пані у Варшаві
.

## Фільмографія
- 2000 рік - фільм "Л" означає любов" - "Kлара"
- 2008 рік- фільм "Отець Матфій" - "Кароліна"
- 2012 рік - фільм "Велика любов" - "Магда"
- 2012 рік - фільм "Правосуддя Агати" - "Асіа"
- 2015 рік - фільм "Вісім дев'ять" - "Ангеліна"
- 2015 - 2019 роки - комедійно-драматичний серіал "Наші пані у Варшаві" - "Катерина Лученко"
- 2016 рік - фільм "Остання сім'я" - "стюардеса"
- 2016 рік - фільм "Белфер" - "офіціантка"
- 2018 рік - фільм "Слід" - "Каріна Сівець, вона ж Ельвіра Бітнік".
- 2019 рік - " Синдром мисливця" - Едіта Пайак [2]